# Ahmad Heryawan
Ahmad Heryawan (né le 19 juin 1966) est un homme politique indonésien, gouverneur du Java occidental de 2008 à 2018.